# 金城街道 (济宁市)
金城街道，是中华人民共和国山東省济宁市任城区下辖的一个乡镇级行政单位。

## 行政区划
金城街道下辖以下地区：
胜利社区、兴东社区、土城社区、西孟社区、牛市社区、西红庙社区、常青社区、洸河社区、洸河花园社区、永鑫社区、新华社区、后刘村、东孟村和董庄村。